# Matinsaari (ö i Norra Karelen, Joensuu, lat 63,07, long 31,01)
Matinsaari är en ö i Finland. Den ligger i sjön Naarvanjärvi och i kommunen Ilomants i den ekonomiska regionen  Joensuu ekonomiska region  och landskapet Norra Karelen, i den östra delen av landet, 400 km nordost om huvudstaden Helsingfors. Öns area är 0,8 hektar och dess största längd är 160 meter i sydöst-nordvästlig riktning.